# Lluer de carpó groc
El lluer de carpó groc (Spinus uropygialis) és una espècie d'ocell de la família dels fringíl·lids (Fringillidae).

## Descripció
- Fa uns 14 cm de llarg.
- Mascle amb esquena, cap i coll i zona superior del pit negre. Resta de la zona inferior i carpó groc. Ales negres amb banda groga. Cua negrosa amb groc a la part exterior.
- Femella amb les zones negres menys patents.

## Hàbitat i distribució
Habita zones arbustives i barrancs de les muntanyes del centre i sud del Perú, oest de Bolívia, nord i centre de Xile i oest de l'Argentina.